# Lhünzhub
Lhünzhub ou Linzhou (em tibetano: ལྷུན་གྲུབ་རྫོང་; chinês simplificado: 林 周 县) é um condado de Lassa, capital da região autônoma do Tibete. Localiza-se na região nordeste do principal centro de Lassa.
Tem uma população de 50.895 pessoas de acordo com o censo de 2000.